# Dampfstraßenbahn Chambéry
| Streckenverlauf | |                                      |                                      |
| Streckenlänge: | 31 km |                                      |                                      |
| Spurweite: | 600 mm (Schmalspur) |                                      |                                      |
| | |                                      |                                      |
| Eigentümer: | • Société Anonyme des Tramways de Savoie (1892-1910) • Conseil général de la Savoie (1910-1932) |                                      |                                      |
| Betreiber: | • Société Anonyme des Tramways de Savoie (1892-1910) • Conseil général de la Savoie (Kommissarisch 1910-1914) • Régie Départementale des tramways de la Savoie (1914-1920) • Chemins de fer Départementaux d’intérêt local de la Savoie (1920-1932) |                                      |                                      |
| \| \| 11 \| Le Bourget-du-Lac 1910–1932 \| Le Bourget-du-Lac 1910–1932 \| \| \| 5 \| La Motte-Servolex 1892–1932 \| La Motte-Servolex 1892–1932 \| \| \| \| \| \| \| \| 0 \| Chambéry 1892–1932 \| Chambéry 1892–1932 \| \| \| \| \| \| \| \| 4 \| Cognin, Pont Saint Charles 1906–1910 \| Cognin, Pont Saint Charles 1906–1910 \| \| \| 7 \| Challes 1897–1930 \| Challes 1897–1930 \| \| \| 9 \| Saint Jeoire 1905–1929 \| Saint Jeoire 1905–1929 \| \| \| 11 \| Chignin 1905–1907[2][3] \| Chignin 1905–1907[2][3] \| | |                                      |                                      |
| Kopfbahnhof Streckenanfang (Strecke außer Betrieb) | 11 | Le Bourget-du-Lac 1910–1932          | Le Bourget-du-Lac 1910–1932          |
| Kopfbahnhof Streckenanfang (Strecke außer Betrieb) · Strecke (außer Betrieb) | 5 | La Motte-Servolex 1892–1932          | La Motte-Servolex 1892–1932          |
| Abzweig geradeaus und von links (Strecke außer Betrieb) · Strecke nach rechts (außer Betrieb) | |                                      |                                      |
| Bahnhof (Strecke außer Betrieb) | 0 | Chambéry 1892–1932                   | Chambéry 1892–1932                   |
| Abzweig geradeaus und nach links (Strecke außer Betrieb) · Strecke von rechts (außer Betrieb) | |                                      |                                      |
| Kopfbahnhof Streckenende (Strecke außer Betrieb) · Strecke (außer Betrieb) | 4 | Cognin, Pont Saint Charles 1906–1910 | Cognin, Pont Saint Charles 1906–1910 |
| Bahnhof (Strecke außer Betrieb) | 7 | Challes 1897–1930                    | Challes 1897–1930                    |
| Bahnhof (Strecke außer Betrieb) | 9 | Saint Jeoire 1905–1929               | Saint Jeoire 1905–1929               |
| Kopfbahnhof Streckenende (Strecke außer Betrieb) | 11 | Chignin 1905–1907                    | Chignin 1905–1907                    |

Die Dampfstraßenbahn Chambéry (franz. Tramway de Chambéry)  war 1892–1932 ein bis zu 31 km langes schmalspuriges Dampfstraßenbahnnetz mit 33 Haltestellen an vier Linien in Chambéry in Savoyen in Frankreich.

## Geschichte

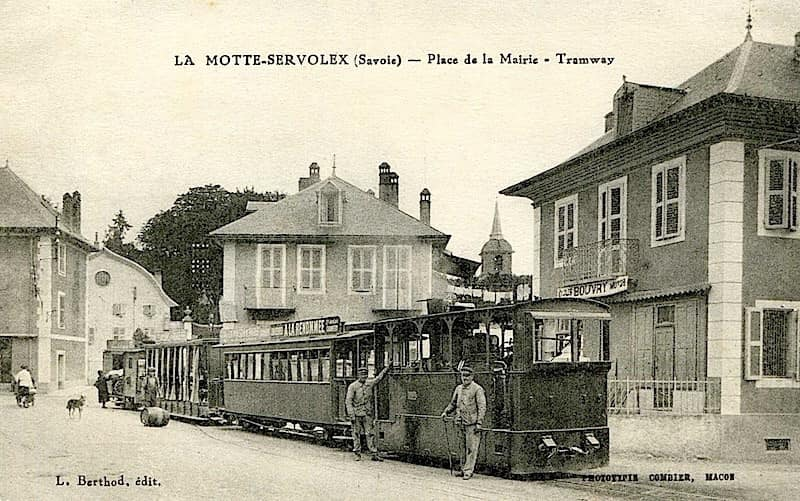
Rathausplatz in La Motte-Servolex

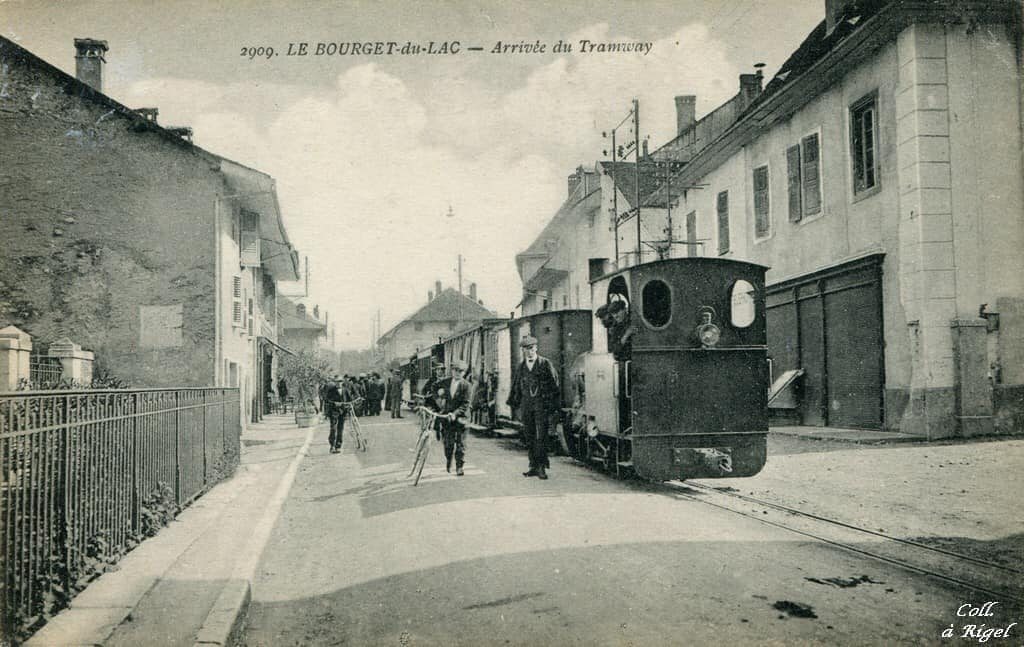
Dampfstraßenbahn in Le Bourget-du-Lac mit OK Dampflok.

Die Straßenbahn Chambéry war ein Streckennetz, das in einem Stern um den Bahnhof Chambéry in Savoie angeordnet war. Sie entstand auf Anregung des Unternehmers Philippe Cartier-Million aus La Motte-Servolex. Er wählte eine damals ungewöhnlich schmale Spurweite von 600 mm, wozu er durch die Decauville-Bahn der Pariser Weltausstellung (1889) inspiriert wurde. Er erhielt im Oktober 1890 die Konzession für die Linie zwischen Chambéry und La Motte-Servolex und gründete die Société anonyme des Tramways de Savoie. Die erste Straßenbahn wurde im August 1892 auf dieser Linie in Betrieb genommen. Drei weitere Linien wurden bis 1910 geöffnet: 1897 nach Challes-les-Eaux, 1906 nach Cognin und 1910 nach Le Bourget-du-Lac. Im selben Jahr meldete das Unternehmen Insolvenz an. Das Streckennetz wurde vom Generalrat von Savoie übernommen, der das Netzwerk neu organisierte und es zunächst über ein Treuhandkonto und dann über eine Régie Départementale betrieb. Ein Dekret vom 8. Februar 1913 ermächtigte die Régie Départementale des tramways de la Savoie, den Betrieb des Netzes unter „direkter Leitung“ zu übernehmen. 1929 wurde der Abschnitt zwischen Challes-les-Eaux und Saint-Jeoire-Prieuré stillgelegt, woraufhin und die Straßenbahn wieder an ihrer bis 1905 bestehenden Endstation vor dem Kurkasino endete.

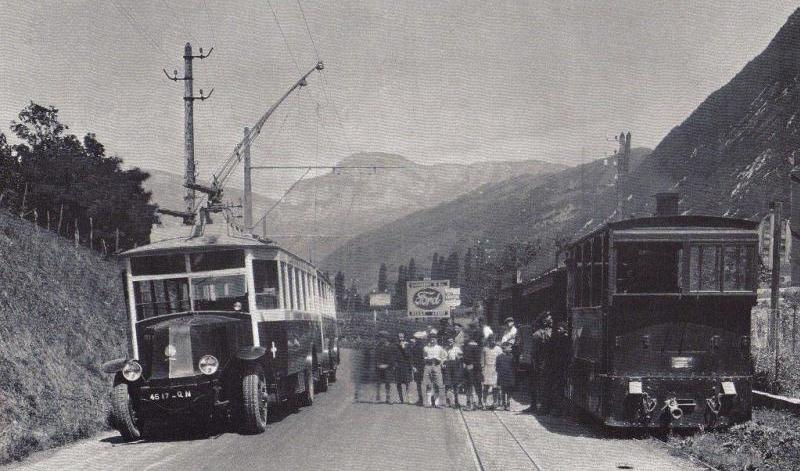
Vétra-O-Bus und & Corpet-Louvet-Dampfstraßenbahn begegnen sich um 1929 Saint-Jeoire-Prieuré

Aufgrund von zunehmendem Verschleiß und sinkendem Verkehrsaufkommen, wurde das Streckennetz 1932 endgültig stillgelegt und durch einen O-Bus zwischen Chambéry und Chignin und durch Busse auf den anderen Linien ersetzt. Der O-Bus wurde im Juli 1930 zwischen den Haltestellen Chambéry und Chignin getestet und drei Monate später am 6. Oktober 1930 schließlich in Betrieb genommen. Dies führte zur Stilllegung der Dampfeisenbahn auf der Strecke nach Challésienne. Die Lokomotiven wurden im Depot Chambéry eingemottet. Die Schienen wurden abgebaut und an der Westseite des Hangars des Flugplatzes Challes-les-Eaux eingelagert und dann am 21. Januar 1931 an die Firma Barlet-Ravier aus Chambéry verkauft. Die Linie nach Challes-les-Eaux wurde per Dekret vom 1. Oktober 1931 stillgelegt. 
Die Entscheidung zur vollständigen Stilllegung der noch verbliebenen Strecke nach Le Bourget-du-Lac erfolgte am 28. September 1932 und sie trat am 1. Januar 1933 in Kraft.

## Schienenfahrzeuge

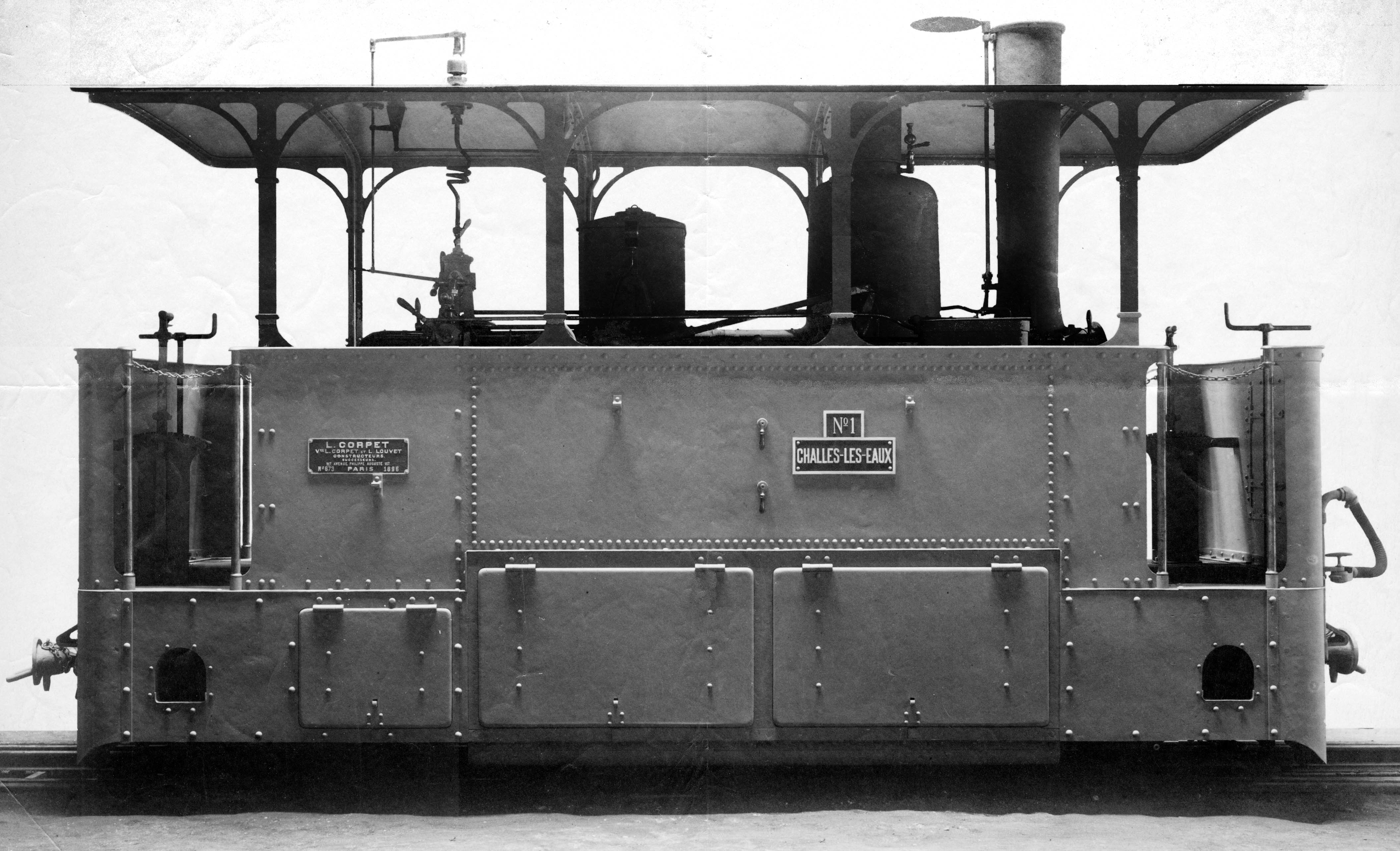
Kastenlokomotive Challes-les-Eaux Nr. 1 von Vve. Corpet - L. Louvet Nr. 673 von 1896

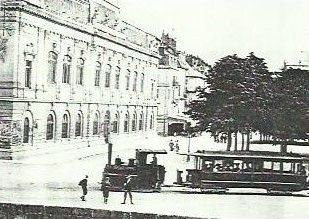
Weidknecht-Dampflok mit einem Drehgestell-Personenwagen.

- Nr. 1, C 2nt, geliefert am 15. Februar 1896 von Corpet-Louvet, Nr. 673, Challes-les-Eaux
- Nr. 2, C 2nt, Buffaud & Robatel, Leergewicht 9 t
- Nr. 2', B 2nt, von Orenstein & Koppel, Nr.4101, geliefert 1910.
- Nr. 3, C 2nt mit zwei Führerständen,  geliefert am 30. Juli 1894 von Corpet-Louvet, Nr. 623, La Motte Servolex, Leergewicht 11,280 t
- Nr. 4, C 2nt, Buffaud & Robatel, Leergewicht 9 t
- Nr. 4', C 2nt mit zwei Führerständen, von Pinguely geliefert 1912
- Nr. 5, C 2nt, 1905 von Buffaud & Robatel geliefert, Leergewicht 10 Tonnen[9]
- Nr. 6, C 2nt, 1905 von Buffaud & Robatel geliefert, Leergewicht 10 Tonnen
- Nr. 8, B 2nt, Orenstein & Koppel, Nr. 4025, geliefert 1910.
- B 2nt, Weidknecht, Nr. 552, SLM-Kessel-Nr. 553[10]
- B 2nt, Weidknecht, Nr. 553, SLM-Kessel von Lok 554
- B 2nt, Weidknecht, Nr. 554,
- B 2nt, Weidknecht, Nr. 555,

- 2 Triebwagen mit 2 Achsen
- 2 Triebwagen mit Drehgestellen
- Offene und geschlossene Drehgestell-Personenwagen und Güterwagen